# Associazione Calcio Siena 2011-2012
Questa voce raccoglie le informazioni riguardanti l'Associazione Calcio Siena nelle competizioni ufficiali della stagione 2011-2012.

## Stagione
Nella stagione 2011-2012 a seguito del ritorno in Serie A, il Siena saluta Antonio Conte che si accasa alla Juventus: per la stagione 2011-12 i toscani sono allenati da Giuseppe Sannino. In campionato la squadra bianconera si rende protagonista di buone prestazioni, raggiungendo una tranquilla salvezza: con 44 punti in classifica, viene eguagliato il primato in Campionato stabilito nel 2007-08.
Il Siena raggiunge inoltre le semifinali della Coppa Italia, un traguardo storico, viene eliminata nel doppio confronto dal Napoli: in precedenza aveva sconfitto Torino, Cagliari, Palermo e Chievo.

## Divise e sponsor
Lo sponsor tecnico per la stagione 2011-2012 è Kappa, mentre lo sponsor ufficiale è Banca Monte dei Paschi di Siena.
| Casa | Trasferta | Terza divisa |

| 1ª div. portieri | 2ª div. portieri |

## Organigramma
- presidente: Massimo Mezzaroma
- responsabile area tecnica: Giorgio Perinetti
- allenatore: Giuseppe Sannino
- direttore sportivo: Daniele Faggiano

## Rosa
Rosa aggiornata al 31 gennaio 2012.
| N. |                      | Ruolo | Calciatore                   |
| -- | -------------------- | ----- | ---------------------------- |
| 1  | Serbia (bandiera)    | P     | Željko Brkić                 |
| 2  | Italia (bandiera)    | D     | Roberto Vitiello             |
| 3  | Italia (bandiera)    | D     | Cristiano Del Grosso         |
| 5  | Romania (bandiera)   | C     | Paul Codrea                  |
| 6  | Brasile (bandiera)   | D     | Ângelo                       |
| 7  | Italia (bandiera)    | C     | Gennaro Troianiello          |
| 7  | Italia (bandiera)    | C     | Luigi Giorgi                 |
| 8  | Italia (bandiera)    | C     | Simone Vergassola (capitano) |
| 9  | Argentina (bandiera) | A     | Marcelo Larrondo             |
| 10 | Italia (bandiera)    | C     | Gaetano D'Agostino           |
| 11 | Italia (bandiera)    | A     | Emanuele Calaiò              |
| 12 | Italia (bandiera)    | P     | Simone Farelli               |
| 13 | Italia (bandiera)    | D     | Luca Rossettini              |
| 14 | Italia (bandiera)    | C     | Alessandro Gazzi             |
| 15 | Italia (bandiera)    | D     | Nicola Belmonte              |
| 17 | Italia (bandiera)    | C     | Paolo Grossi                 |
| 18 | Argentina (bandiera) | C     | Pablo Andrés González        |

| N. |                      | Ruolo | Calciatore            |
| -- | -------------------- | ----- | --------------------- |
| 19 | Italia (bandiera)    | D     | Claudio Terzi         |
| 20 | Argentina (bandiera) | C     | Joel Acosta           |
| 21 | Italia (bandiera)    | D     | Andrea Rossi          |
| 22 | Italia (bandiera)    | A     | Mattia Destro         |
| 23 | Italia (bandiera)    | A     | Franco Brienza        |
| 25 | Italia (bandiera)    | P     | Gianluca Pegolo       |
| 26 | Italia (bandiera)    | D     | Emanuele Pesoli       |
| 27 | Serbia (bandiera)    | D     | Milan Milanović       |
| 33 | Italia (bandiera)    | D     | Gabriele Angella      |
| 36 | Italia (bandiera)    | C     | Francesco Bolzoni     |
| 55 | Italia (bandiera)    | C     | Francesco Parravicini |
| 70 | Italia (bandiera)    | C     | Daniele Mannini       |
| 77 | Italia (bandiera)    | C     | Alessio Sestu         |
| 80 | Italia (bandiera)    | D     | Matteo Contini        |
| 81 | Albania (bandiera)   | A     | Erjon Bogdani         |
| 83 | Brasile (bandiera)   | A     | Reginaldo             |
| 89 | Bulgaria (bandiera)  | P     | Mihail Ivanov         |

## Risultati

### Serie A

#### Girone di andata
| Siena 21 dicembre 2011, ore 18:00 CET 1ª giornata | Siena           | 0 – 0 referto | Fiorentina | Stadio Artemio Franchi - Montepaschi Arena (9.117 spett.)\| Arbitro: \| Banti (Livorno) \| |
| Arbitro:                                          | Banti (Livorno) |               |            |                                                                                            |

| Catania 11 settembre 2011, ore 15:00 CEST 2ª giornata | Catania         | 0 – 0 referto | Siena | Stadio Angelo Massimino (13.268 spett.)\| Arbitro: \| Banti (Livorno) \| |
| Arbitro:                                              | Banti (Livorno) |               |       |                                                                          |

| Arbitro: | Valeri (Roma) |

|  |           |           |
|  | Marcatori | 54’ Matri |

| Arbitro: | Guida (Torre Annunziata) |

|             |           |              |
| Osvaldo 25’ | Marcatori | 88’ Vitiello |

| Arbitro: | Doveri (Roma) |

|                           |           |  |
| Destro 6’ Calaiò 53’, 70’ | Marcatori |  |

| Arbitro: | Romeo (Verona) |

|                                       |           |  |
| Migliaccio 19’ Hernández 90+4’ (rig.) | Marcatori |  |

| Cagliari 16 ottobre 2011, ore 15:00 CEST 7ª giornata | Cagliari                     | 0 – 0 referto | Siena | Stadio Sant'Elia\| Arbitro: \| Tommasi (Bassano del Grappa) \| |
| Arbitro:                                             | Tommasi (Bassano del Grappa) |               |       |                                                                |

| Arbitro: | Rizzoli (Bologna) |

|                        |           |  |
| González 9’ Calaiò 53’ | Marcatori |  |

| Arbitro: | Tagliavento (Terni) |

|            |           |            |
| Gemiti 80’ | Marcatori | 17’ Calaiò |

| Arbitro: | Brighi (Cesena) |

|                                             |           |                 |
| Destro 25’, 57’ D'Agostino 61’ Calaiò 90+4’ | Marcatori | 75’ Moscardelli |

| Arbitro: | Carmine Russo (Nola) |

|                        |           |             |
| Basta 1’ Di Natale 64’ | Marcatori | 76’ Bolzoni |

| Arbitro: | Doveri (Roma) |

|                                 |           |                       |
| D'Agostino 44’ (rig.) Gazzi 87’ | Marcatori | 15’ (rig.), 53’ Denis |

| Arbitro: | De Marco (Chiavari) |

|  |           |                |
|  | Marcatori | 89’ Castaignos |

| Arbitro: | Mazzoleni (Bergamo) |

|             |           |  |
| Di Vaio 28’ | Marcatori |  |

| Arbitro: | Guida (Torre Annunziata) |

|  |           |                            |
|  | Marcatori | 56’ M. Rossi 90+2’ Palacio |

| Arbitro: | Bergonzi (Genova) |

|                                     |           |  |
| Nocerino 54’ Ibrahimović 63’ (rig.) | Marcatori |  |

| Arbitro: | Gervasoni (Mantova) |

|                                                 |           |  |
| Destro 11’, 81’ Calaiò 35’ (rig.), 45+4’ (rig.) | Marcatori |  |

| Arbitro: | Peruzzo (Schio) |

|                                         |           |            |
| Biabiany 24’ Valiani 66’ Giovinco 90+4’ | Marcatori | 79’ Grossi |

| Arbitro: | Damato (Barletta) |

|            |           |            |
| Calaiò 67’ | Marcatori | 86’ Pandev |

#### Girone di ritorno
| Arbitro: | Orsato (Schio) |

|                       |           |                   |
| Jovetić 4’ Natali 63’ | Marcatori | 89’ (rig.) Calaiò |

| Arbitro: | Russo (Nola) |

|  |           |                 |
|  | Marcatori | 23’ (rig.) Lodi |

| Torino 5 febbraio 2012, ore 15:00 CET 22ª giornata | Juventus        | 0 – 0 referto | Siena | Juventus Stadium (35.226 spett.)\| Arbitro: \| Peruzzo (Schio) \| |
| Arbitro:                                           | Peruzzo (Schio) |               |       |                                                                   |

| Arbitro: | Rocchi (Firenze) |

|                   |           |  |
| Calaiò 51’ (rig.) | Marcatori |  |

| Arbitro: | Rizzoli (Bologna) |

|                                                            |           |                |
| Muriel 32’ Di Michele 68’ (rig.) Cuadrado 82’ Brivio 90+4’ | Marcatori | 25’ Del Grosso |

| Arbitro: | Gava (Conegliano) |

|                                                         |           |           |
| Terzi 23’ (rig.) Bogdani 33’ Rossettini 46’ Brienza 58’ | Marcatori | 12’ Budan |

| Arbitro: | Doveri (Roma) |

|                             |           |  |
| Bogdani 41’ Calaiò 80’, 85’ | Marcatori |  |

| Arbitro: | Damato (Barletta) |

|  |           |                         |
|  | Marcatori | 30’ Brienza 36’ Bogdani |

| Arbitro: | Celi (Bari) |

|  |           |                        |
|  | Marcatori | 72’ Rigoni 81’ Porcari |

| Arbitro: | Mazzoleni (Bergamo) |

|           |           |            |
| Acerbi 9’ | Marcatori | 51’ Destro |

| Arbitro: | Tagliavento (Terni) |

|            |           |  |
| Destro 70’ | Marcatori |  |

| Arbitro: | Russo (Nola) |

|              |           |                                  |
| Schelotto 9’ | Marcatori | 13’ (rig.) Larrondo 90+1’ Destro |

| Arbitro: | Romeo (Verona) |

|                        |           |               |
| Milito 42’, 81’ (rig.) | Marcatori | 6’ D'Agostino |

| Arbitro: | Calvarese (Teramo) |

|            |           |                  |
| Destro 52’ | Marcatori | 69’ (aut.) Brkić |

| Arbitro: | Tagliavento (Terni) |

|                       |           |                                        |
| Del Grosso 79’ (aut.) | Marcatori | 18’, 37’ Brienza 20’ Destro 49’ Giorgi |

| Arbitro: | Brighi (Cesena) |

|             |           |                                                 |
| Bogdani 83’ | Marcatori | 26’ Cassano 29’, 90+5’ Ibrahimović 90’ Nocerino |

| Arbitro: | Celi (Bari) |

|                       |           |            |
| C. Ledesma 62’ (rig.) | Marcatori | 26’ Destro |

| Arbitro: | Baratta (Salerno) |

|  |           |                             |
|  | Marcatori | 67’ Giovinco 90+2’ Floccari |

| Arbitro: | Celi (Bari) |

|                 |           |           |
| Dossena 3’, 34’ | Marcatori | 6’ Destro |

### Coppa Italia

#### Turni preliminari
| Arbitro: | Valeri (Roma) |

|                   |           |  |
| Calaiò 80’ (rig.) | Marcatori |  |

| Arbitro: | Calvarese (Teramo) |

|             |           |                         |
| Sampaio 84’ | Marcatori | 16’ González 52’ Ângelo |

#### Fase finale
| Arbitro: | Gervasoni (Mantova) |

|                                                  |                      |                                             |
| Iličič 39’ (rig.), 46’, 90+2’ (rig.) Bertolo 98’ | Marcatori            | 21’, 59’ Reginaldo 40’ González 100’ Ângelo |
| Bollino Iličič Cetto                             | Tiri di rigore 0 – 3 | González Pesoli Ângelo                      |

| Arbitro: | Doveri (Roma) |

|  |           |            |
|  | Marcatori | 54’ Destro |

| Arbitro: | De Marco (Chiavari) |

|                              |           |                   |
| Reginaldo 42’ D'Agostino 66’ | Marcatori | 86’ (aut.) Pesoli |

| Arbitro: | Valeri (Roma) |

|                                  |           |  |
| Vergassola 10’ (aut.) Cavani 31’ | Marcatori |  |

## Statistiche

### Statistiche di squadra
Statistiche aggiornate al 13 maggio 2012.
| Competizione | Punti | In casa | In casa | In casa | In casa | In casa | In casa | In trasferta | In trasferta | In trasferta | In trasferta | In trasferta | In trasferta | Totale | Totale | Totale | Totale | Totale | Totale | DR |
| Competizione | Punti | G       | V       | N       | P       | Gf      | Gs      | G            | V            | N            | P            | Gf           | Gs           | G      | V      | N      | P      | Gf     | Gs     | DR |
| ------------ | ----- | ------- | ------- | ------- | ------- | ------- | ------- | ------------ | ------------ | ------------ | ------------ | ------------ | ------------ | ------ | ------ | ------ | ------ | ------ | ------ | -- |
| Serie A      | 44    | 19      | 8       | 4       | 7       | 27      | 19      | 19           | 3            | 7            | 9            | 18           | 26           | 38     | 11     | 11     | 16     | 45     | 45     | 0  |
| Coppa Italia | -     | 2       | 2       | 0       | 0       | 3       | 1       | 4            | 2            | 1            | 1            | 7            | 7            | 6      | 4      | 1      | 1      | 10     | 8      | +2 |
| Totale       | -     | 21      | 10      | 4       | 7       | 30      | 20      | 23           | 5            | 8            | 10           | 25           | 33           | 44     | 15     | 12     | 17     | 55     | 53     | +2 |

### Andamento in campionato
| Giornata  | 1  | 2  | 3  | 4  | 5  | 6  | 7  | 8  | 9  | 10 | 11 | 12 | 13 | 14 | 15 | 16 | 17 | 18 | 19 | 20 | 21 | 22 | 23 | 24 | 25 | 26 | 27 | 28 | 29 | 30 | 31 | 32 | 33 | 34 | 35 | 36 | 37 | 38 |
| --------- | -- | -- | -- | -- | -- | -- | -- | -- | -- | -- | -- | -- | -- | -- | -- | -- | -- | -- | -- | -- | -- | -- | -- | -- | -- | -- | -- | -- | -- | -- | -- | -- | -- | -- | -- | -- | -- | -- |
| Luogo     | C  | T  | C  | T  | C  | T  | T  | C  | T  | C  | T  | C  | C  | T  | C  | T  | C  | T  | C  | T  | C  | T  | C  | T  | C  | C  | T  | C  | T  | C  | T  | T  | C  | T  | C  | T  | C  | T  |
| Risultato | N  | N  | P  | N  | V  | P  | N  | V  | N  | V  | P  | N  | P  | P  | P  | P  | V  | P  | N  | P  | P  | N  | V  | P  | V  | V  | V  | P  | N  | V  | V  | P  | N  | V  | P  | N  | P  | P  |
| Posizione | 14 | 15 | 18 | 17 | 13 | 17 | 15 | 12 | 12 | 8  | 10 | 12 | 13 | 15 | 16 | 16 | 16 | 17 | 17 | 17 | 17 | 17 | 17 | 17 | 17 | 17 | 14 | 15 | 15 | 13 | 11 | 13 | 14 | 11 | 13 | 13 | 14 | 14 |

Legenda:

Luogo: C = Casa; T = Trasferta. Risultato: V = Vittoria; N = Pareggio; P = Sconfitta.